# Điện Lobkowicz
Điện Lobkowicz (tiếng Séc: Lobkovický palác) là một phần của quần thể Lâu đài Praha ở Praha, Cộng hòa Séc- là một di sản kiến trúc nổi bật của Cộng hòa Séc. Đây là tòa nhà duy nhất thuộc sở hữu tư nhân trong quần thể Lâu đài Praha và là nơi đặt Bảo tàng Lobkowicz.
Nhà quý tộc Séc Jaroslav của Pernštejn (1528–1569) đã xây dựng cung điện vào nửa sau của thế kỷ 16 và anh trai của ông là thủ tướng của Vương quốc Séc, ông Vratislav của Pernštejn (1530–1582) hoàn thành việc xây dựng. Công chúng lần đầu tiên được tham quan Cung điện vào ngày 2 tháng 4 năm 2007 với tên gọi Bảo tàng Cung điện Lobkowicz. Bảo tàng trưng bày tác phẩm từ Bộ sưu tập Lobkowicz, bao gồm tác phẩm của các nghệ sĩ như Antonio Canaletto, Pieter Bruegel il Vecchio, Lucas Cranach il Vecchio và Diego Velázquez, cũng như các sản phẩm trang trí, vũ khí quân sự và đồ dùng săn bắn, nhạc cụ; bản thảo gốc và bản in ban đầu của nhà soạn nhạc nổi tiếng như Beethoven và Mozart.

## Lịch sử
Nhà quý tộc Séc Jaroslav của Pernštejn (1528–1569) xây dựng cung điện vào nửa sau của thế kỷ 16 và anh trai của ông là  thủ tướng Vương quốc Séc Vratislav của Pernštejn (1530–1582) hoàn thành. Vợ của Vratislav, Maria Maximiliana Manrique de Lara y Mendoza, mang bức tượng Chúa Hài Đồng ở Praha, từ quê hương Tây Ban Nha của cô đến Cung điện. Bức tượng sau đó được Vratislav và con gái của Maria Maximiliana, Polyxena (1566-1642), tặng cho Nhà thờ Đức Mẹ Victorious ở Praha. Tại đây, bức tượng vẫn được trưng bày như một điểm thu hút khách du lịch nổi tiếng. Một bản sao của bức tượng Chúa Hài Đồng ở Praha được trưng bày vĩnh viễn trong Bảo tàng Cung điện Lobkowicz.
Thông qua cuộc hôn nhân của Polyxena với Zdeněk Vojtěch, Hoàng tử Lobkowicz đầu tiên (1568-1628), cung điện trở thành một phần tài sản của gia đình Lobkowicz. Năm 1618, những người nổi dậy theo đạo Tin lành đã tấn công các Mục sư Công giáo Hoàng gia từ cửa sổ của Cung điện Hoàng gia tại Lâu đài Praha. Sự kiện này được gọi là Cuộc Phòng thủ lần thứ hai của Praha. Sống sót sau mùa thu năm đó, các Mục sư đã trú ẩn trong Cung điện Lobkowicz, nơi bảo vệ họ khỏi sự tấn công của Polyxena.
Sau thất bại của phe Kháng Cách trong trận White Mountain năm 1620, gia đình Lobkowicz mở rộng tầm ảnh hưởng và quyền lực của mình trong ba thế kỷ tiếp theo. Vào thời của hoàng tử thứ 7, Joseph Franz Maximilian Lobkowicz, gia đình Lobkowicz ưa thích các điền trang khác hơn là cung điện, và chỉ thỉnh thoảng sử dụng nơi này cho các buổi giải trí và hòa nhạc. Vào khoảng năm 1811, Cung điện được sử dụng làm bệnh viện cho những người lính bị thương trong cuộc chiến với Napoléon. Ngoại trừ 63 năm (1939-2002) mà tài sản đã bị tịch thu và nắm giữ bởi chính quyền Đức Quốc xã và sau đó là chính quyền Cộng sản, Cung điện ngày nay vẫn thuộc quyền sở hữu của gia đình Lobkowicz.
Sau Chiến tranh thế giới thứ nhất, và việc bãi bỏ các tước hiệu cha truyền con nối vào năm 1918, Maximilian Lobkowicz (1888-1967), con trai của Ferdinand Zdenko, Hoàng tử thứ 10 của Lobkowicz (1858-1938), đã thể hiện sự ủng hộ của mình đối với Đệ nhất Cộng hòa Tiệp Khắc non trẻ khi dành ra nhiều phòng tại cung điện cho chính phủ do Tomas G. Masaryk đứng đầu. Năm 1939, lực lượng Đức Quốc xã đang chiếm đóng đã tịch thu Cung điện, cùng với tất cả tài sản khác của gia đình Lobkowicz. Cung điện được trả lại vào năm 1945, nhưng đã bị tịch thu lại sau khi chính quyền Cộng sản tiếp quản vào năm 1948. Trong bốn mươi năm tiếp theo, Cung điện được sử dụng cho nhiều mục đích khác nhau.
Sau Cách mạng Nhung năm 1989 và sự sụp đổ của chính quyền Cộng sản, Tổng thống Václav Havel đã ban hành một loạt các đạo luật cho phép hoàn trả tài sản bị tịch thu. Sau quá trình hoàn trả kéo dài đến 12 năm, cung điện đã trở lại quyền sở hữu của gia đình Lobkowicz vào năm 2002. Vào ngày 2 tháng 4 năm 2007, sau bốn năm trùng tu và tân trang, cung điện lần đầu tiên được mở cửa cho công chúng tham quan với tên gọi Bảo tàng Cung điện Lobkowicz, nơi trưng bày một phần của Bộ sưu tập Lobkowicz. Phòng hòa nhạc phong cách baroque từ thế kỷ 17 của Cung điện Lobkowicz thường xuyên tổ chức các buổi hòa nhạc cổ điển, và khuôn viên cũng được sử dụng để tổ chức đám cưới.

## Lobkowicz Collections o.p.s

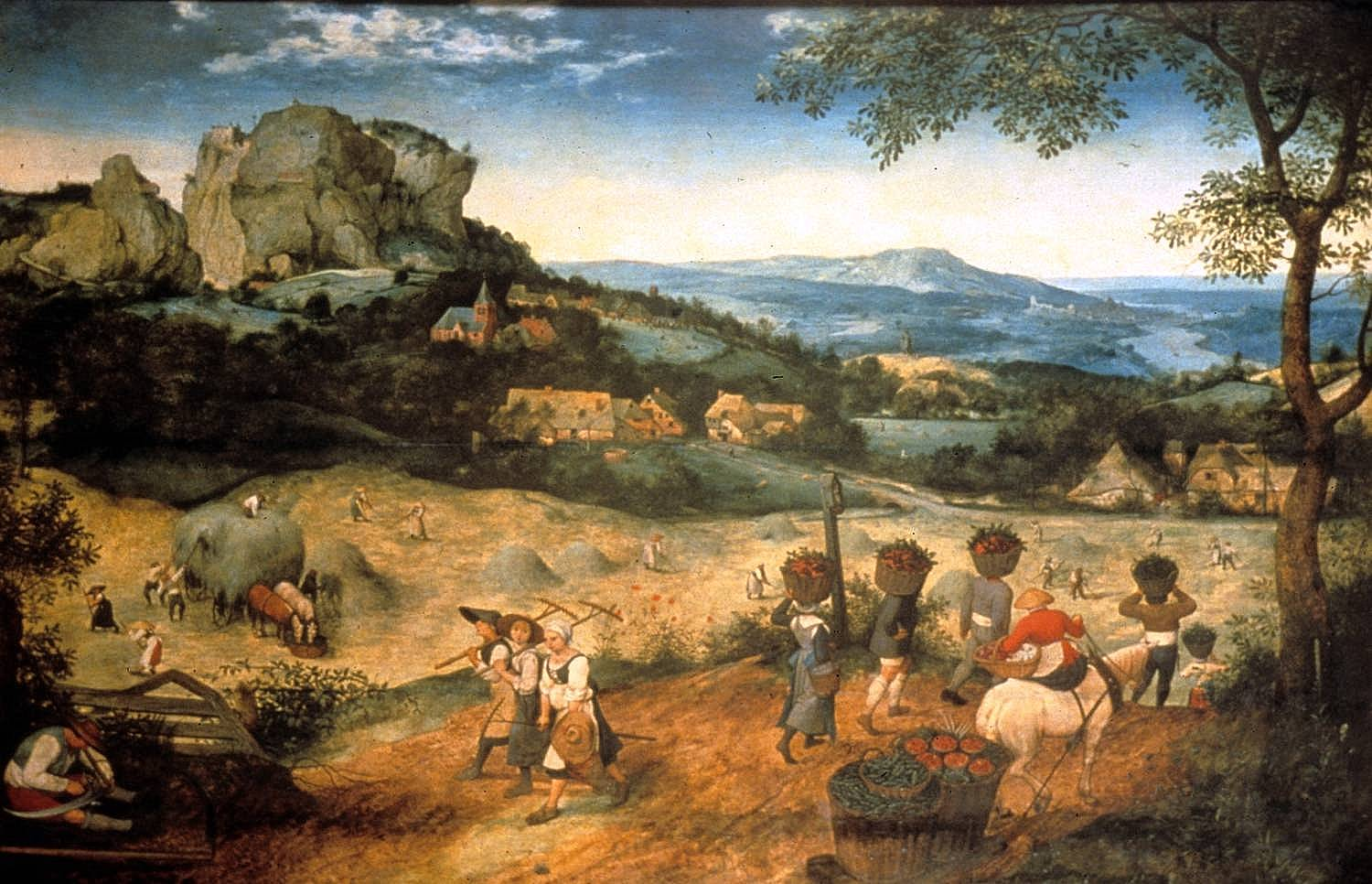
Bức tranh Haymaking do họa sỹ Pieter Brueghel il Vecchio sáng tác. Chất liệu sơn dầu trên vải toan. Bức tranh nằm trong bộ sưu tập The Lobkowicz Collections

Năm 1994, một tổ chức phi lợi nhuận, Lobkowicz Collections ops (trước đây là Roudnice Lobkowicz Foundation), được thành lập để quản lý và duy trì bộ sưu tập Lobkowicz, sau khi được hoàn trả cho gia đình sau Cách mạng Nhung. Tổ chức cũng hoạt động để giúp các nhà nghiên cứu hàn lâm và công chúng có thể tiếp cận đến các tác phẩm nghệ thuật, âm nhạc và văn học có trong bộ sưu tập. Lobkowicz Collections ops đã điều phối việc lắp đặt tác phẩm trong bộ sưu tập tại cả Cung điện Lobkowicz và Lâu đài Nelahozeves.
Trách nhiệm của tổ chức này bao gồm:
- giám sát việc bảo quản và lắp đặt các đồ vật trong Bộ sưu tập
- phát triển chương trình giáo dục cho học sinh
- thúc đẩy và tạo điều kiện cho nghiên cứu học thuật xung quanh Bộ sưu tập
- quản lý khoản vay cho các tổ chức văn hóa khác
- tổ chức triển lãm tác phẩm có trong bộ sưu tập cho công chúng

Các dự án trùng tu nổi bật bao gồm việc khôi phục lại Bảo tàng Nghệ thuật Metropolitan của Peter Paul Rubens ' Nourishing Serpent, do Hubert von Sonnenburg thuộc Bảo tàng Nghệ thuật Metropolitan phục hồi. Dự án này được tài trợ bởi Tổ chức Bảo tồn Văn hóa Séc - Mỹ (American Friends for the Preservation of Czech Culture, AFPCC).
Lobkowicz Collections o.p.s cũng quản lý việc cho mượn các tác phẩm nghệ thuật để triển lãm. Kể từ năm 1993, hơn 200 tác phẩm nghệ thuật đã được cho các bảo tàng ở Cộng hòa Séc và nước ngoài mượn, bao gồm Bảo tàng Nghệ thuật Metropolitan ở New York, Phòng trưng bày Nghệ thuật Quốc gia ở Washington DC, Học viện Nghệ thuật Hoàng gia ở Luân Đôn và Bảo tàng Rijksmuseum ở Amsterdam.